# 컬리 (인공지능)
컬리(Curly)는 2017년 4월부터 고려대학교 뇌공학과와 울산과학기술원(UNIST), 엔티(NT) 로봇 등 8개 기관 연구원 60여 명이 진행한 연구로 개발된 인공지능(AI)이다.

## 개요

### 컬리와 사람의 컬링 대결
인공지능(AI) 컬링로봇 컬리는 과학기술정보통신부 공모에 선정된 고려대학교 컨소시엄이 지난해 개발한 로봇이다. 인공지능 컬링로봇은 소프트웨어 ‘컬브레인’과 하드웨어 <투구로봇·스킵로봇>으로 구성된다.
컬링로봇은 헤드 부에 장착된 카메라를 통해 상황을 인식하고, 딥러닝 학습을 통해 투구 전략을 수립하여 경기를 수행한다. 스킵로봇은 카메라를 통행 인식한 경기 영상을 인공지능 소프트웨어인 ‘컬브레인’에 정보를 전송한다. ‘컬브레인’은 이를 분석해 스톤을 어느 방향으로 얼마만큼의 강도로 던질 것인지를 판단하여 투구로봇에게 데이터를 전달하여 경기하게 된다.
과학기술정보통신부는 "3월 8일 오후 컬리 팀과 춘천기계공고 소속팀의 컬링 대결을 시연했다"며, "2엔드 경기 끝에, 컬리 팀이 3대 0으로 졌지만 가능성은 확인했다"고 밝혔습니다.
과기정통부는 올해 빙판을 빗자루(브룸)으로 닦는 스위핑 로봇을 추가로 개발할 예정입니다.

## 같이 보기
- 돌바람 (인공지능)